# Când trandafirul înflorește
Când trandafirul înflorește (titlul original: în rusă Далёкая невеста, transliterat: Daliokaia nevesta) este un film de comedie sovietic (RSS Turkmenă), realizat în 1948 de regizorul Evgheni Ivanov-Barkov, protagoniști fiind actorii Altî Karliev, Vasili Neșciplenko, Sofia Kliciova.

## Distribuție
- Altî Karliev – Kerim
- Vasili Neșciplenko – Zahar
- Sofia Kliciova – Guzel
- Aman Kulmamedov – Alti-Aga
- Mariam Șafigulina – Jamal
- A. Ovezova – Ai-Bibi
- Sarry Karriev – Sari
- K. Muradova – Kumiș
- Murad Seidniyazov – Mergen, poștaș
- Ashir Meliaev – șeful lui Mergen
- Sasha Kirillov – Vania